# Bernardo Baloyes
Bernardo Baloyes, född 6 januari 1994, är en friidrottare från Colombia. Han deltog vid olympiska sommarspelen 2016 och olympiska sommarspelen 2020.